# Ingrid Olsommer
Ingrid Olsommer, née le 14 mai 1943 à Lausanne, est une écrivain vaudoise.

## Biographie
Romancière d'origine scandinave, Ingrid Olsommer suit des études à Sion puis fréquente la Faculté des lettres de l'Université de Lausanne. Elle écrit un mémoire en français moderne intitulé Misère de l'homme sans Dieu : Ch. Plisnier : « Mariages », « Meurtres ».
Passionnée d'ésotérisme, elle est l'auteur d'un recueil de trois récits, intitulé Mort et transfiguration (1985), qui a retenu l'attention de Jacques Chessex. Poursuivant dans une veine mystique, elle imagine dans Le carrousel de la Saint-Jean (1987) des dialogues avec l'Ange et le Nouveau Testament. En 1992, elle écrit son premier roman, Anne, ma sœur Anne (1992). Toutes ses œuvres ont paru aux éditions de l'Aire.
Elle collabore également à la revue Choisir éditée à Genève.

## Sources
- « Ingrid Olsommer », sur la base de données des personnalités vaudoises sur la plateforme « Patrinum » de la Bibliothèque cantonale et universitaire de Lausanne.
- Sabine Leyat, Les auteurs du Valais romand: 1975-2002, p. 109
- Anne-Lise Delacrétaz, Daniel Maggetti, Écrivaines et écrivains d'aujourd'hui
- Roger Francillon, Histoire de la littérature en Suisse romande, vol. 4, p. 449
- Alain Nicollier, Henri-Charles Dahlem, Dictionnaire des écrivains suisses d'expression française, vol. 2, p. 637.
- A D S - Autorinnen und Autoren der Schweiz - Autrices et Auteurs de Suisse - Autrici ed Autori della Svizzera